# Stanisław Adamczyk (siatkarz)
Stanisław Adamczyk (ur. 6 stycznia 1929 w Brzezowcu, zm. 22 czerwca 2000 w Krakowie) – polski siatkarz i trener siatkówki, reprezentant Polski, działacz sportu akademickiego w Krakowie.

## Życiorys

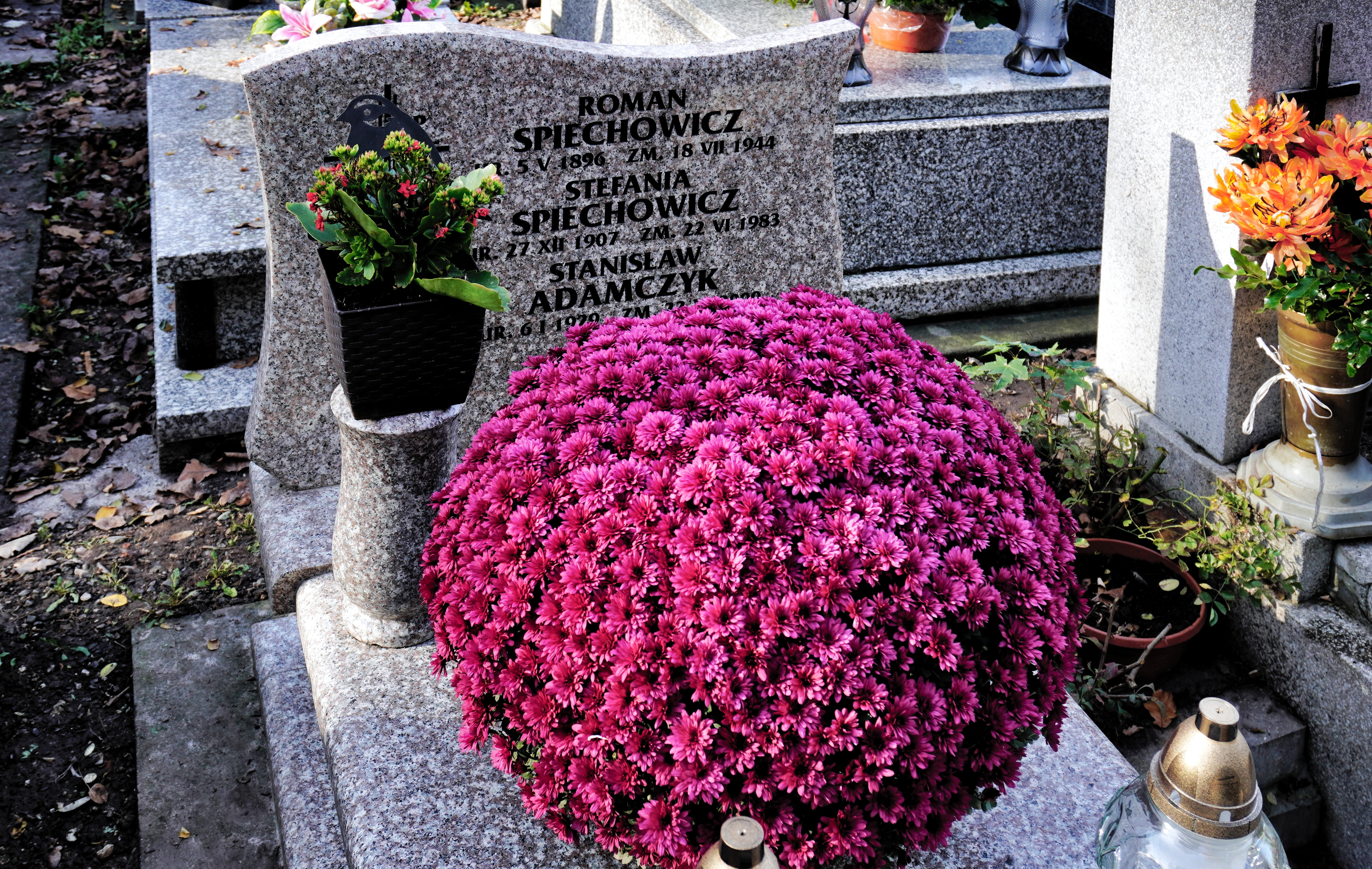
Grób Stanisława Adamczyka na cmentarzu Rakowickim w Krakowie

W latach 1949–1958 był zawodnikiem AZS Kraków, w sezonie 1956/1957 wywalczył jako grający trener brązowy medal mistrzostw Polski. W latach 1955–1958 wystąpił 47 razy w reprezentacji Polski seniorów, m.in. na mistrzostwach Europy w 1955, akademickich mistrzostwach świata w 1957. W latach 60. trenował męską i żeńską drużynę AZS Kraków, występującą w niższych klasach rozgrywek.
Po ukończeniu w 1957 studiów w Wyższej Szkole Wychowania Fizycznego w Krakowie został pracownikiem tej uczelni. Był zatrudniony w Zakładzie Piłki Siatkowej, w Katedrze Teorii i Metodyki Gier Sportowych, w 1973 doktoryzował się na podstawie pracy Próba oceny efektywności technizacji procesu dydaktycznego wybranych elementów gry w piłkę siatkową napisanej pod kierunkiem Władysława Stawiarskiego, w latach 1978–1985 był dyrektorem Instytutu Wychowania i Sportu AWF. Był członkiem zarządu AZS AWF Kraków, w tym w latach 1981–1987 jego prezesem, w latach 1987–2000 wiceprezesem. Należał także do władz Polskiego Związku Piłki Siatkowej.
W PRL odznaczony Krzyżem Kawalerskim Orderu Odrodzenia Polski. W 1969 otrzymał tytuł Zasłużonego Mistrza Sportu.
Zmarł 22 czerwca 2000 w Krakowie. Pochowany na cmentarzu Rakowickim (kwatera LXXVIII-14-7).